# 니지노 콘키스타도르
니지노 콘키스타도르(虹のコンキスタドール)는 일본의 여성 아이돌 그룹이다. 2014년에 pixiv의 「쯔쿠돌! 프로젝트」에서 탄생한 인도어계 정통파 유닛. 소속 사무소는 디어 스테이지, 소속 레이블은 킹레코드. 약칭은 「니지콘(虹コン)」. 팬들의 호칭은 「니지콘 너무 좋아맨(虹コンだいすきマン)」.

## 개요
프로듀서는 데뷔 때에는 픽시브의 당시 부사장인 나가타 히로아키와 덴파구미.inc의 프로듀서인 모후쿠가 공동으로 작업했으나, 현재는 모후쿠가 프로듀싱을 전부 담당하고 있다.

## 멤버
| 이름            | 한자       | 요미가나        | 닉네임                              | 생년월일               | 가입기    | 출신지     | 소속 | 팀       | 담당색 | 비고 |
| --------------- | ---------- | --------------- | ----------------------------------- | ---------------------- | --------- | ---------- | ---- | -------- | ------ | --- |
| 야마토 아오     | 大和明桜   | やまと あお     | 아오 (アーオ) 아오짱 (あおちゃん)   | 2002년 5월 23일(23세)  | 2기       | 도쿄도     | 홍조 | 안무가팀 | 파란색 | 2015년 8월 26일에 예과생부터 승격 |
| 쿠마모토 마리나 | 隈本茉莉奈 | くまもと まりな | 마링 (まーりん) 마리나 (まりな)     | 1998년 7월 27일(27세)  | 5기       | 후쿠오카현 | 청조 | 안무가팀 | 남색   | 전 w-Street FUKUOKA |
| 히루타 아이리   | 蛭田愛梨   | ひるた あいり   | 아이리짱 (あいりちゃん)             | 2004년 3월 5일(21세)   | 5기       | 도쿄도     | 청조 | 성우팀   | 보라색 | |
| 키리노 미유     | 桐乃みゆ   | きりの みゆ     | 미윳삐 (みゆっぴ) 밋삐 (みっふぃー) | 2001년 1월 16일(24세)  | 9기       | 사이타마현 | 청조 |          | 남색   | 전 WILL-O' 2021년 4월 11일 가입 2025년 8월 31일 졸업예정 |
| 이시하마 메이   | 石浜芽衣   | いしはま めい   | 메메 (めめ)                         | 2002년 7월 28일(23세)  | 11기      | 이바라키현 |      |          | 초록색 | 2023년 7월 8일 예과생부터 승격 |
| 오바야시 유이카 | 尾林結花   | おばやし ゆいか | 유이짱 (ゆいちゃん)                 | 2001년 10월 22일(23세) | 11기      | 아이치현   |      |          | 주황색 | 2023년 7월 8일 예과생부터 승격 전 Give&Give (유이카 (結花)) |
| 마토바 카린     | 的場華鈴   | まとば かりん   | 카린 (かりん)                       | 2000년 12월 30일(24세) | 1기, 11기 | 사이타마현 |      | 안무가팀 | 노란색 | 전 리더. 2022년 4월 17일 졸업, 동년 6월 4일에 예과생으로서 재가입. 2023년 7월 8일 예과생부터 승격 ディア☆, Chu☆Oh!Dolly, 閃光プラネタゲート, リルネード의 악곡을 담당. 무지개조. 전 JS걸 모델 |
| 쿠리하라 마유   | 栗原舞優   | くりはら まゆ   | 마유짱(まゆちゃん)                  | 2001년 6월 24일(24세)  | 13기      | 도치기현   |      |          | 빨간색 | 2023년 7월 8일 예과생부터 승격 전 リルネード, 전 AIS -All Idol Songs- |
| 카와바타 유우   | 川端優     | かわばた ゆう   | 유우짱 (ゆうちゃん)                 | 2007년 12월 3일(17세)  | 12기      | 홋카이도   |      |          | 노란색 | 2024년 7월 15일 예과생부터 승격 |
| 이시하라 아리사 | 石原愛梨沙 | いしはら ありさ | 아리챠 (ありちゃ)                   | 2002년 10월 13일(22세) | 10기      | 사이타마현 |      |          | 주황색 | 신멤버 오디션 합격자 2021년 8월 1일 가입 2022년 12월부터 학업 전념으로 활동 휴지 2024년 4월 5일 예과생으로서 활동 재개 2025년 3월 30일 예과생부터 승격 2025년 8월 31일 졸업예정               |
| 이치미야 유이   | 一宮ゆい   | いちみや ゆい   | 유이찌 (ゆいち)                     | 2000년 8월 30일(24세)  | 14기      | 이바라키현 |      |          | 보라색 | 전 群青の世界 2024년 4월 5일에 예과생으로서 가입 2025년 3월 30일 예과생부터 승격 |
| 아오야마 우타   | 青山詩     | あおやま うた   | 우타짱 (うたちゃん)                 | 2006년 2월 21일(19세)  | 15기      | 쿠마모토현 |      |          | 빨간색 | 전 結音YUION (結音WEST) 2025년 3월 14일 예과생으로서 가입 2025년 5월 6일 예과생부터 승격 |

### 예과생 멤버
| 이름        | 한자     | 요미가나    | 닉네임              | 생년월일             | 가입기 | 출신지     | 담당색 | 비고                                                  |
| ----------- | -------- | ----------- | ------------------- | -------------------- | ------ | ---------- | ------ | ----------------------------------------------------- |
| 이토 마이   | 伊藤舞依 | いとう まい | 마이마이 (まいまい) | 2008년 6월 5일(17세) | 15기   | 시즈오카현 | 분홍색 | 전 DEARSTAGE 연구생 2025년 3월 14일 예과생으로서 가입 |
| 야기 하루카 | 八木遥叶 | やぎ はるか | 야기짱 (やぎちゃん) | 2006년 4월 7일(19세) | 15기   | 도쿄도     | 분홍색 | 전 DEARSTAGE 연구생 2025년 3월 14일 예과생으로서 가입 |

### 전 멤버
| 졸업일           | 이름            | 한자       | 요미가나        | 생년월일                                                    | 가입기   | 출신지     | 소속             | 담당색 | 비고                                                                                                |
| ---------------- | --------------- | ---------- | --------------- | ----------------------------------------------------------- | -------- | ---------- | ---------------- | ------ | --------------------------------------------------------------------------------------------------- |
|                  | 미야코 아스카   | 宮古あすか | みやこ あすか   | 1999년 1월 5일(26세)                                        | 2기      | 아오모리현 | 일러스트레이터팀 |        | 예과생에서 활동 사퇴                                                                                |
|                  | 카네코 미즈키   | 金子みずき | かねこ みずき   | 1998년 11월 28일(26세)                                      | 1기      | 시즈오카현 | 일러스트레이터팀 |        | 예과생에서 활동 사퇴                                                                                |
| 2015년 8월 18일  | 이와쿠라 아즈사 | 岩倉あずさ | いわくら あずさ | 2000년 3월 22일(25세)                                       | 3기      | 도쿄도     | 성우팀           |        | 예과생에서 활동 사퇴 현 WITH LINE 소속                                                              |
| 2015년 8월 21일  | 요시무라 나나   | 吉村菜々   | よしむら なな   | 2000년 8월 2일(25세)                                        | 1기      | 가나가와현 | 성우팀           |        | 예과생에서 활동 사퇴                                                                                |
| 2015년 10월 21일 | 니시 나나미     | 西七海     | にし ななみ     | 1996년 10월 9일(28세)                                       | 1기      | 도쿄도     | 성우팀           |        | |
| 2015년 10월 24일 | 키노시타 히요리 | 木下ひより | きのした ひより | 1997년 12월 9일(27세)                                       | 1기      | 도쿄도     | 성우팀           |        | |
| 2016년 4월 6일   | 이토 유카       | 伊藤有香   | いとう ゆか     | 1998년 1월 12일(27세)                                       | 3기      | 도쿄도     | 성우팀           |        | 예과생에서 활동 사퇴 현 ENGAG.ING 멤버                                                              |
| 2016년 5월 22일  | 나가타 미나리   | 長田美成   | ながた みなり   | 1997년 12월 17일(27세)                                      | 1기      | 야마구치현 | 코스플레이어팀   |        | 전 w-Street FUKUOKA 계약해지                                                                        |
| 2016년 6월 10일  | 카이 마리노     | 甲斐莉乃   | かい まりの     | 1998년 3월 30일(27세)                                       | 2기      | 가나가와현 | 일러스트레이터팀 |        | 공식 일러스트레이터로 취임 현 RAY 멤버                                                              |
| 2016년 9월 10일  | 시게마츠 유카   | 重松佑佳   | しげまつ ゆか   | 1996년 5월 20일(29세)                                       | 1기      | 후쿠오카현 | 코스플레이어팀   |        | |
| 2017년 1월 31일  | 이시하라 미아   | 石原深愛   | いしはら みあ   | 2000년 6월 24일(25세)                                       | 4기      | 시즈오카현 |                  |        | 전 かなやまちゃっぴーズ 예과생에서 활동 사퇴                                                        |
| 2017년 7월 22일  | 아라이 사야카   | 荒井紗也香 | あらい さやか   | 2000년 7월 22일(25세)                                       | 7기      | 미야기현   | 안무가팀         |        | 전 ステップワン 소속 예과생에서 활동 사퇴                                                           |
| 2018년 1월 7일   | 스야마 에미리   | 陶山恵実里 | すやま えみり   | 1999년 5월 26일(26세) (공식에는 기원전 9만 8001년 5월 26일) | 1기      | 지옥       | 성우팀           |        | 현 마우스 프로모션 소속                                                                             |
| 2018년 1월 7일   | 오쿠무라 노노카 | 奥村野乃花 | おくむら ののか | 2001년 1월 9일(24세)                                        | 1기      | 도쿄도     | 코스플레이어팀   |        | |
| 2020년 12월 31일 | 카타오카 미유   | 片岡未優   | かたおか みゆ   | 1999년 2월 7일(26세)                                        | 6기      | 아이치현   | 성우팀           | 남색   | 무지개조. 전 あぃ♡かちゅ                                                                            |
| 2021년 3월 23일  | 야마모토 리오   | 山本莉唯   | やまもと りお   | 2003년 6월 16일(22세)                                       | 8기      | 미야기현   |                  | 노란색 | |
| 2022년 4월 17일  | 네모토 나기     | 根本凪     | ねもと なぎ     | 1999년 3월 15일(26세)                                       | 1기      | 이바라키현 | 일러스트레이터팀 | 초록색 | 무지개조. 전 水戸ご当地アイドル(仮) 후보생 2017년 12월 30일부터 덴파구미.inc과 겸임 (4월 30일 졸업) |
| 2024년 1월 31일  | 야마사키 나나   | 山崎夏菜   | やまさき なな   | 2002년 5월 25일(23세)                                       | 5기      | 도쿄도     | 안무가팀         | 파란색 | 전 きゃりーキッズ                                                                                   |
| 2024년 1월 31일  | 오오츠카 미유   | 大塚望由   | おおつか みゆ   | 2000년 12월 20일(24세)                                      | 2기, 9기 | 독일       | 일러스트레이터팀 | 노란색 | 2015년 8월 26일에 예과생부터 승격 2017년 5월 5일 졸업 2021년 4월 11일 복귀                          |
| 2024년 2월 29일  | 하라다 스즈카   | 原田珠々華 | はらだ すずか   | 2002년 6월 24일(23세)                                       | 11기     | 가나가와현 |                  | 파란색 | 2023년 7월 8일 예과생부터 승격 전 アイドルネッサンス                                                |
| 2024년 3월 10일  | 사와무라 키라리 | 澤村光彩   | さわむら きらり | 2003년 11월 5일(21세)                                       | 13기     | 이시카와현 |                  | 분홍색 | 전 ほくりくアイドル部, pamplepop 예과생에서 활동 사퇴                                               |
| 2024년 8월 17일  | 오카다 아야메   | 岡田彩夢   | おかだ あやめ   | 2000년 8월 8일(25세)                                        | 5기      | 구마모토현 | 일러스트레이터팀 | 초록색 | |
| 2024년 8월 17일  | 칸다 쥬나       | 神田ジュナ | かんだ じゅな   | 2002년 7월 19일(23세)                                       | 10기     | 지바현     |                  | 주황색 | 전 니지노 판타지아, #DSPMSTARS 2021년 8월 1일 가입 2024년 8월 31일 소속사 퇴소                      |
| 2025년 2월 9일   | 츠루미 모에     | 鶴見萌     | つるみ もえ     | 1996년 12월 5일(28세)                                       | 1기      | 도쿄도     | 코스플레이어팀   | 보라색 | 현 B≡FULLEST 2014년 10월 30일에 예과생부터 승격                                                     |
| 2025년 2월 9일   | 나카무라 아카리 | 中村朱里   | なかむら あかり | 1998년 1월 30일(27세)                                       | 1기      | 지바현     | 성우팀 안무가팀  | 빨간색 | 현 B≡FULLEST                                                                                        |
| 2025년 2월 9일   | 시미즈 리코     | 清水理子   | しみず りこ     | 1997년 1월 28일(28세)                                       | 5기      | 와카야마현 | 코스플레이어팀   | 빨간색 | 현 B≡FULLEST 무지개조. 전 81moment                                                                  |

## 음반

### 싱글
|    | 발매일           | 타이틀 | 최고 순위 |
| -- | ---------------- | --- | --------- |
| -  | 2014년 10월 25일 | ぴくしぶおんど 픽시브 온도 | -         |
| 1  | 2014년 12월 17일 | にじいろフィロソフィー 무지개색 필로소피 | 20위      |
| 2  | 2015년 4월 8일   | やるっきゃない!2015/ブランニューハッピーデイズ 할 수 밖에 없어!/브랜뉴 해피 데이즈 | 11위      |
| 3  | 2015년 8월 25일  | THE☆有頂天サマー!! THE☆유정천 여름!! | 3위       |
| 4  | 2016년 2월 11일  | 戦場の聖バレンタイン 전장의 성 발렌타인 | -         |
| 5  | 2016년 5월 17일  | ↓エイリアンガール・イン・ニューヨーク↑ ↓에일리언걸 인 뉴욕↑ | -         |
| 6  | 2016년 9월 20일  | 限りなく冒険に近いサマー 한없이 모험에 가까운 서머 | 9위       |
| 7  | 2016년 12월 19일 | LOVE麺 恋味 やわめ LOVE면 사랑맛 순화 | -         |
| 8  | 2017년 1월 9일   | レトルト 〜華麗なる愛〜 레토르트 ~화려한 사랑~ | -         |
| 9  | 2017년 4월 26일  | ✝ノーライフベイビー・オブ・ジ・エンド✝ ✝노 라이프 베이비 오브 디 엔드✝ | 3위       |
| 10 | 2017년 9월 5일   | キミは無邪気な夏の女王〜This Summer Girl Is an Innocent Mistress〜/じゃんぷ!/夏の夜は短すぎるけど… 너는 순진한 여름의 여왕~ This Summer Girl Is an Innocent Mistress~/점프!/여름밤은 너무 짧지만... | 4위       |
| 11 | 2018년 4월 18일  | トライアングル・ドリーマー/心臓にメロディー 트라이앵글 드리머/심장에 멜로디 | 1위       |
| 12 | 2018년 4월 29일  | バスルームマジック 욕실 매직 | -         |
| 13 | 2018년 9월 12일  | ずっとサマーで恋してる 쭉 서머로 사랑하고 있어 | 5위       |
| 14 | 2019년 1월 14일  | 本命ショコラティエ 본명 쇼콜라티에 | -         |
| 15 | 2019년 7월 10일  | 愛をこころにサマーと数えよ 사랑을 마음속에 서머로 헤아려라 | 3위       |
| 16 | 2020년 1월 22일  | 響け!ファンファーレ 울려퍼져라! 팡파레 | 8위       |
| 17 | 2020년 1월 22일  | ぼくらのターン 우리들의 턴 | 9위       |
| 18 | 2020년 1월 22일  | Snowing Love | 10위      |
| 19 | 2020년 9월 16일  | サマーとはキミと私なりっ!! 서머는 너와 나야!! | 7위       |
| 20 | 2021년 2월 3일   | 恋･ホワイトアウト 사랑·화이트아웃 | 6위       |
| 21 | 2022년 1월 19일  | ナミダ、あわ雪 눈물, 가랑눈 | 42위      |
| 22 | 2022년 7월 23일  | キミは夏のレインボー! 너에게 여름의 레인보우! | -         |
| 23 | 2022년 10월 20일 | 僕はキミだけのおばけちゃん♡ 나는 너만의 귀신♡ | -         |
| 24 | 2022년 11월 30일 | 勝手に最高!ディスティニー 맘대로 최고! 디스티니 | -         |
| 25 | 2022년 12월 19일 | 想いが積もる、午前2時。 생각이 쌓인다, 새벽 2시. | -         |
| 26 | 2023년 2월 14일  | バレンタインアンブレラ 발렌타인 엄브렐라 | -         |
| 27 | 2023년 7월 8일   | マイレージラブサマー 마일리지 러브 서머 | -         |
| 28 | 2023년 8월 25일  | キョーリョク・パートナー 교력 파트너 | -         |
| 29 | 2023년 9월 20일  | 君がいて良かった!了解です。 네가 있어서 다행이야! 알겠습니다. | -         |
| 30 | 2024년 1월 3일   | レベルアップ! 레벨업! | -         |
| 31 | 2024년 2월 14일  | ガチ恋ですの♡あいうぉんちゅー! 진짜 사랑이야♡아이원츄! | -         |
| 32 | 2024년 7월 10일  | すべてが虹になるサマーっ! 모든 것이 무지개가 되는 썸머! | -         |
| 33 | 2024년 8월 5일   | トライアングル・ドリーマー (Multilingual Ver.) 트라이앵글 트리거 | -         |
| 34 | 2025년 1월 31일  | Aurora Orchestra 오로라 오케스트라 | -         |
| 35 | 2025년 2월 14일  | ミスター♡バレンタイン 미스터♡발렌타인 | -         |
| 36 | 2025년 3월 14일  | 恋愛シフト制 연애 시프트제 | -         |
| 37 | 2025년 4월 19일  | 君の明日が晴れるなら 너의 내일이 맑다면 | -         |
| 38 | 2025년 7월 14일  | Boom!Boom!サマーっ♡ 붐! 붐! 써머♡ | -         |

### 앨범
| 매      | 발매일           | 타이틀                                                                   | 최고 순위 |
| ------- | ---------------- | ------------------------------------------------------------------------ | --------- |
| 1       | 2015년 11월 3일  | レインボウスペクトラム 레인보우 스펙트럼                                 | 8위       |
| 2       | 2016년 12월 13일 | レインボウエクリプス 레인보우 에클립스                                   | 12위      |
| 3       | 2018년 8월 10일  | レインボウフェノメノン 레인보우 페노메논                                 | 7위       |
| 베스트1 | 2018년 12월 12일 | THE BEST OF RAINBOW                                                      | 9위       |
| 4       | 2020년 6월 17일  | レインボウグラビティ 레인보우 그라비티                                   | 7위       |
| EP1     | 2021년 7월 14일  | RAINBOW SUMMER SHOWER                                                    | 16위      |
| 베스트2 | 2022년 4월 13일  | Over the RAINBOW～虹の上にも7年!～ 오버 더 레인보우 ~무지개 위에도 7년!~ | 27위      |
| EP2     | 2024년 10월 2일  | レインボウパルス 레인보우 펄스                                           | 44위      |